# إيركان زينجين
ايركان زينجين (5 أغسطس 1985 تركيا - ) هو لاعب كرة قدم سويدي، يلعب كلاعب وسط.

## وصلات خارجية
إيركان زينجين على موقع الاتحاد الدولي (مؤرشف)  (الإنجليزية)
- إيركان زينجين على موقع الاتحاد الأوربي (الإنجليزية)
- إيركان زينجين على موقع اتحاد السويد (السويدية)
- إيركان زينجين على موقع اتحاد تركيا (لاعب) (الإنجليزية)
- إيركان زينجين على موقع قاعدة بيانات كرة القدم.إي يو (الإنجليزية)
- إيركان زينجين على موقع ناشيونال فوتبول تيمز (الإنجليزية)
- إيركان زينجين على موقع Soccerway.com (الإنجليزية)
- إيركان زينجين على موقع عالم كرة القدم.نت (الإنجليزية)
- إيركان زينجين على موقع AS.com (الإسبانية)